# Вилађо Тедески (Палермо)
Вилађо Тедески је насеље у Италији у округу Палермо, региону Сицилија.
Према процени из 2011. у насељу је живело 28 становника. Насеље се налази на надморској висини од 7 м.